# BR-110
La BR-110 es una carretera longitudinal federal brasileña que se inicia en Mossoró, Rio Grande do Norte, y termina en Alagoinhas, Bahia.
La carretera pasa por la zona más seca y una de las más pobres del país. En Mossoró, sin embargo, se encuentra la mayor producción de melón del país, enfocada a la exportación. En la costa de Ceará y Rio Grande do Norte, también ocurre casi toda la producción de anacardo en Brasil. En Paulo Afonso, Bahia, hay una importante central hidroeléctrica. 